# Aušrinė (Vorname)
Aušrinė ist ein litauischer weiblicher Vorname, abgeleitet von Aušra.

## Personen
- Aušrinė Armonaitė (* 1989), liberale Politikerin, Seimas-Mitglied und Wirtschaftsministerin
- Aušrinė Norkienė (* 1975), Politikerin, Seimas-Mitglied
- Marija Aušrinė Pavilionienė (* 1944), linke Philologin und Politikerin, Seimas-Mitglied
- Aušrinė Stundytė  (* 1976), Sängerin (Sopran)
- Aušrinė Trebaitė (* 1988), Radrennfahrerin